# Mohamed Dhifallah
 (novembre 2020).
Si vous disposez d'ouvrages ou d'articles de référence ou si vous connaissez des sites web de qualité traitant du thème abordé ici, merci de compléter l'article en donnant les références utiles à sa vérifiabilité et en les liant à la section « Notes et références ».
Mohamed Dhifallah (arabe : محمد ضيف الله), né le 21 août 1960 à Jersine (gouvernorat de Kébili), est un historien et universitaire tunisien.

## Biographie
Il suit ses études primaires et secondaires à Kébili puis Gabès et obtient son baccalauréat en lettres en juin 1980. Par la suite, il poursuit des études supérieures à la faculté des lettres et sciences humaines de l'université de Tunis ; il y obtient une maîtrise d'histoire en juin 1985 et un certificat d'aptitude à la recherche en histoire contemporaine en octobre 1988, tout en enseignant dans l'enseignement secondaire à Kébili.
Il soutient une thèse de doctorat en 1994 intitulée Le mouvement étudiant tunisien (1927-1939). Recruté comme assistant dans l'enseignement supérieur en 2003, il enseigne à l'Institut supérieur de documentation de Tunis où il est maître-assistant.
Entre 1994 et 2003, il a travaillé à la Fondation Temimi pour la recherche scientifique et l'information comme secrétaire scientifique ; il est en même temps membre du comité scientifique de la Revue d'histoire maghrébine, de l'Arab Historical Review for Ottoman Studies et de la Revue arabe d'archives, de documentation et d'information, toutes trois publiées par la fondation Temimi, ainsi que de la revue Rawafid de l'Institut supérieur d'histoire du mouvement national et de la Revue maghrébine de documentation et d'information de l'Institut supérieur de documentation de Tunis.

## Publications
En plus d'une cinquantaine d'articles publiés en Tunisie, mais aussi à l'étranger, il a publié les ouvrages suivants :
- (ar) Mohamed Dhifallah, Comité de la Voix de l'étudiant zitounien (1950-1956), Tunis, Faculté des sciences humaines et sociales de Tunis, 1988.
- (ar) Mohamed Dhifallah (préf. Abdeljelil Temimi), Le mouvement étudiant tunisien (1927-1939), Zaghouan, Fondation Temimi pour la recherche scientifique et l'information, 1999.
- (ar) Mohamed Dhifallah, Fenêtres sur l'histoire des Nefzaouas, Nabeul, Imprimerie Papyrus, 2000 (réimpr. Tunis, MIP, 2008).
- (ar) Mohamed Dhifallah (préf. Hassine Raouf Hamza), Amphi et chaire : études sur les étudiants tunisiens des années cinquante aux années soixante-dix, Sfax, Librairie Aladin, 2003.
- (ar) Mohamed Dhifallah, Sociétés hydrauliques en Tunisie : Kébili et Zaghouan au XIXe s., Tunis, MIP, 2005.
- (ar) Mohamed Dhifallah, Le Mouvement scout tunisien (1916-1965), Tunis, Institut supérieur d'histoire du mouvement national/Institut supérieur de documentation de Tunis, 2010[1].
- (ar) Mohamed Dhifallah, Mémoires de Cheikh Hassan Ayadi, Tunis, Fondation Temimi pour la recherche scientifique et l'information, 2011.
- (ar) Mohamed Dhifallah, Biographies de militants du mouvement étudiant tunisien (1910-1991), La Manouba, Presses universitaires de La Manouba, 2014[2].
- (ar) Mohamed Dhifallah, Salah Ben Youssef : discours et documents divers, 1955-1956, Tunis, Institut supérieur d'histoire de la Tunisie contemporaine, 2015.
- (ar) Mohamed Dhifallah et Salem Labiadh, Les étudiants arabes unionistes-progressistes : l'émergence du mouvement unioniste et ses luttes historiques en Tunisie, Tunis, Sotumedias, 2017[3].
- (ar) Mohamed Dhifallah, Les temps du mouvement étudiant tunisien (1910-1991), Tunis, Institut supérieur d'histoire de la Tunisie contemporaine, 2020[4].